# Maření dozoru nad církvemi
Maření dozoru nad církvemi a náboženskými společnostmi (lidově mařena) byl trestný čin nově zavedený v Československu komunistickými trestními zákony (nejprve § 173 zákona č. 86/1950 Sb. v letech 1950–1961 a posléze od roku 1962 § 178 zákona č. 140/1961 Sb.), aby poskytl komunistickému režimu zákonný základ pro perzekuci církví a náboženských společností a jejich představitelů.
Dopustil se ho ten, kdo „v úmyslu mařit nebo ztěžovat výkon státního dozoru nad církví nebo náboženskou společností porušil ustanovení zákona o hospodářském zabezpečení církví a náboženských společností“. Trestní sazba činila až dva roky odnětí svobody, případně peněžitý trest. Za maření dozoru nad církvemi byli odsouzeni např. Josef Kajnek nebo Jan Baptista Bárta.
K 1. červenci 1990 tyto trestné činy rehabilitoval zákon o soudní rehabilitaci (č. 119/1990 Sb.)